# Hermann Michel (Mineraloge)
Hermann Michel (* 8. Februar 1888 in Neustadt an der Tafelfichte; † 15. Oktober 1965 in Purkersdorf), war ein österreichischer Mineraloge und Edelsteinspezialist. Er war Direktor der mineralogisch-petrographischen Abteilung des Naturhistorischen Museums Wien (1923–1952) und dessen Erster Direktor (1933–1938 und 1947–1951).

## Leben
Hermann Michel wurde als Sohn eines Bürgerschullehrers in Nordböhmen geboren. Schon in seiner Mittelschulzeit interessierte er sich für Geologie und Mineralogie. Seit 1909 studierte er Naturwissenschaften an der Universität Wien. Er wurde im Jahre 1912 bei Friedrich Johann Karl Becke mit einer Dissertation zum Thema „Die Feldspate der Meteoriten“ promoviert. Von 1912 bis 1919, unterbrochen durch den Kriegsdienst 1914 bis 1918, war Michel Assistent am Mineralogischen Institut der Universität Wien. Danach wechselte er in die mineralogisch-petrographische Abteilung des Naturhistorischen Museums Wien. Dort wurde er 1922 Kustos und im darauf folgenden Jahr Leiter der Abteilung und Abteilungsdirektor.
1921 heiratete Hermann Michel seine erste Frau Anny, geborene Fritsch.
1933 wurde Michel zum Ersten Direktor des Naturhistorischen Museums Wien bestellt und damit Nachfolger des Entomologen Hans Rebel (1861–1940). Einen Tag nach dem Anschluss Österreichs enthob man ihm wieder dieser Position, setzte vorübergehend Otto Pesta (1885–1974) und im folgenden Jahr Hans Kummerlöwe (1903–1995) als Ersten Direktor ein. Michel blieb allerdings Abteilungsdirektor bis zu seiner Pensionierung 1952 und wurde ab 1941 auch wieder in der Lehre an der Universität Wien eingesetzt. Ab 1939 setzte er sich intensiv für die Rettung der Sammlungen des Museums vor Kriegsschäden ein. 1947 wurde Michel wieder als Erster Direktor des Naturhistorischen Museums eingesetzt. Im gleichen Jahr, ein Jahr nach dem Tod seiner ersten Frau, heiratete Michel Frau Margarete Drözda, geborene Etterlein. Nach seiner Pensionierung 1952 lebte er in völliger Zurückgezogenheit. Er wurde am Neustifter Friedhof bestattet. Das Grab ist bereits aufgelassen.
Hermann Michel war von 1946 bis zu seinem Ausschluss 1956 Mitglied der Sammelloge Humanitas renata.

## Veröffentlichungen
Hermann Michel verfasste rund 140 Publikationen und fünf Bücher. Einige davon sind:
- Die künstlichen Edelsteine – ihre Erzeugung, ihre Unterscheidung von natürlichen und ihre Stellung im Handel. Diebener, Leipzig 1914; 2. Auflage 1926.
- Künstliche Edelsteine. In: Schriften des Vereins zur Verbreitung naturwissenschaftlicher Kenntnisse Wien. Band 55, 1915, S. 73–112 (zobodat.at [PDF]).
- Perlen und Kulturperlen. Entstehung, Bau, Fischerei, Handel und Untersuchungen. Diebener, Leipzig 1927; 2. Auflage 1943.
- Gems and Pearls, the Pocket Book for Juwelers. Springer, Wien / New York 1929.